# Les Cloches de Sainte-Marie
Pour plus de détails, voir Fiche technique et Distribution.

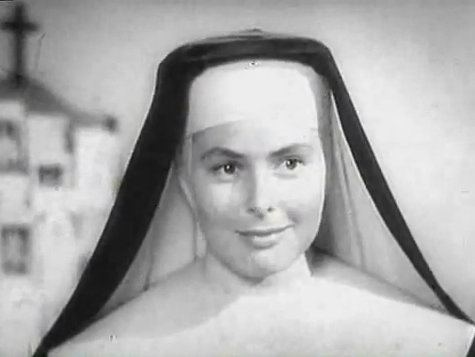
Ingrid Bergman

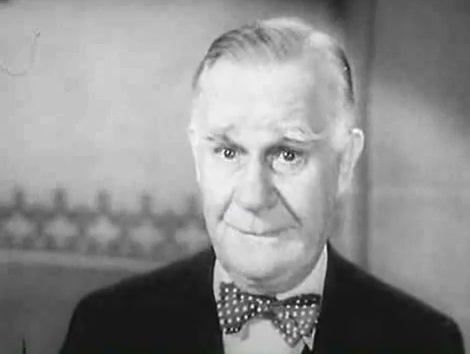
Henry Travers

Les Cloches de Sainte-Marie (The Bells of St. Mary's) est un film américain en noir et blanc réalisé par Leo McCarey, sorti en 1945.
Il fait suite à La Route semée d'étoiles, un autre film de McCarey sorti un an auparavant et multi-oscarisé, et dans lequel on retrouve le personnage du père O'Malley, incarné par Bing Crosby.

## Synopsis
Le père O'Malley est nommé dirigeant d'une école religieuse. Ses points de vue sur l'éducation se heurtent à ceux de la mère supérieure, la douce sœur Mary Benedict (Ingrid Bergman). Plusieurs intrigues secondaires sont construites sur la vie quotidienne de l'école : l'inscription d'une fillette qui n'a jamais connu son père, l'hostilité d'un voisin homme d'affaires et finalement le renvoi de la Sœur Mary Benedict dans l'Ouest, à la suite d'un début de tuberculose. Le film se termine sur le départ de celle-ci, après que le père O'Malley lui eut confié la vérité sur son état de santé.

## Fiche technique
- Titre original : Les Cloches de Sainte-Marie
- Titre original : The Bells of St. Mary's
- Réalisation : Leo McCarey
- Scénario : Dudley Nichols d'après une histoire de Leo McCarey
- Production : Leo McCarey
- Studio de production : Rainbow Productions
- Musique : Robert Emmett Dolan
- Chansons : 
  - The Bells of St. Mary's de Douglas Furber et A. Emmett Adams
  - In the Land of Beginning Again de George W. Meyer et Grant Clarke
- Photo : George Barnes
- Montage : Harry Marker
- Direction artistique : William Flannery et Albert S. D'Agostino (non crédité)
- Décorateur de plateau : Darrell Silvera
- Effets spéciaux : Vernon L. Walker
- Costumes : Edith Head
- Société de production : Rainbow Productions
- Société de distribution : RKO Radio Pictures
- Pays de production :  États-Unis
- Langue originale : anglais américain
- Format : noir et blanc — image : 1.37:1 — pellicule : 35 mm — son : mono (RCA Sound System)
- Genre : drame psychologique
- Durée : 126 minutes
- Dates de sortie : 
  - États-Unis : 6 décembre 1945 New York
  - États-Unis : 27 décembre 1945 Los Angeles
  - France : 16 avril 1947
- Affiches : Georges Dastor, Roger Rojac (France)

## Distribution
- Bing Crosby  (V.F : Jean Davy) : Père O'Malley
- Ingrid Bergman (V.F : Paula Dehelly) : Sœur Mary Benedict
- Henry Travers (V.F : Paul Ville) : Horace P. Bogardus
- William Gargan : Joe Gallagher, le père de Patsy
- Ruth Donnelly  (V.F : Lita Recio) : Sœur Michael
- Joan Carroll : Patricia 'Patsy' Gallagher
- Martha Sleeper : Mary Gallagher, la mère de Patsy
- Rhys Williams  (V.F : Pierre Morin) : Dr. McKay
- Richard Tyler : Eddie Breen
- Una O'Connor : Mme Breen
- Aina Constant
- Jimmy Crane : Luther
- Gwen Crawford
- Jimmie Dundee
- Bobby Frasco : Tommy
- Matt McHugh : Vendeur
- Eva Novak (non créditée) : une religieuse
- Dewey Robinson
- Cora Shannon : veille dame
- Minerva Urecal : propriétaire
- Edna May Wonacott : Delphine

## Commentaires
- Bing Crosby reçut une nomination aux Oscars pour son rôle du père O'Malley. Il avait reçu l'Oscar du Meilleur acteur pour le même rôle en, 1944, dans La Route semée d'étoiles. Il fait partie des rares acteurs à avoir été nommés deux fois pour le même rôle.
- Lors du tournage de la dernière scène du film, Ingrid Bergman décida de jouer un tour à son partenaire : Elle se jeta sur lui et l'embrassa passionnément au grand effroi d'un véritable ecclésiastique présent sur le tournage pour s'assurer de l'authenticité du film. L'événement suscita le rire général de l'équipe.
- Un extrait du film apparaît dans  The Magdalene Sisters de Peter Mullan, sorti en 2002.